# Глутамин
Глутаминът (съкратено Gln или Q) е една от двадесетте канонични аминокиселини. Не е незаменима, но може да бъде условно незаменима в някои случаи, като усилено физическо натоварване или стомашно-чревни проблеми. Страничното ѝ разклонение е амидна група, получена от замяната на хидроксилната функционална група при глутамата с аминогрупа. Затова може да се разглежда като амид на глутаминовата киселина. Нейните кодони са CAA и CAG. Глутаминът е най-често срещаната аминокиселина в човешката кръв с концентрация около 500 – 900 µmol/l.
Приемът варира от 0.2-0.4 гр. на телесно тегло. Участва в синтеза на протеини и липиди; регулира нивото на киселинност в бъбреците; източник на енергия е за клетките; безопасно транспортира амоняка; предпазва чревната лигавица. Източници: зелени листни зеленчуци, зеле, суров спанак, брюкселско зеле, прясно цвекло, соя, грах, леща, пшеница, жито, киноа, кафяв ориз, просо, черупчести ядки, бадеми, шамфъстък, орехи, тиквени семки, слънчоглед, фъстък, домат.